# Stazione di Balzola
La stazione di Balzola è una fermata ferroviaria posta sulla linea Chivasso-Alessandria. Serve il centro abitato di Balzola.

## Storia
La stazione di Balzola venne attivata il 30 aprile 1887, all'apertura della linea da Chivasso a Casale.